# Podział administracyjny Korei Północnej

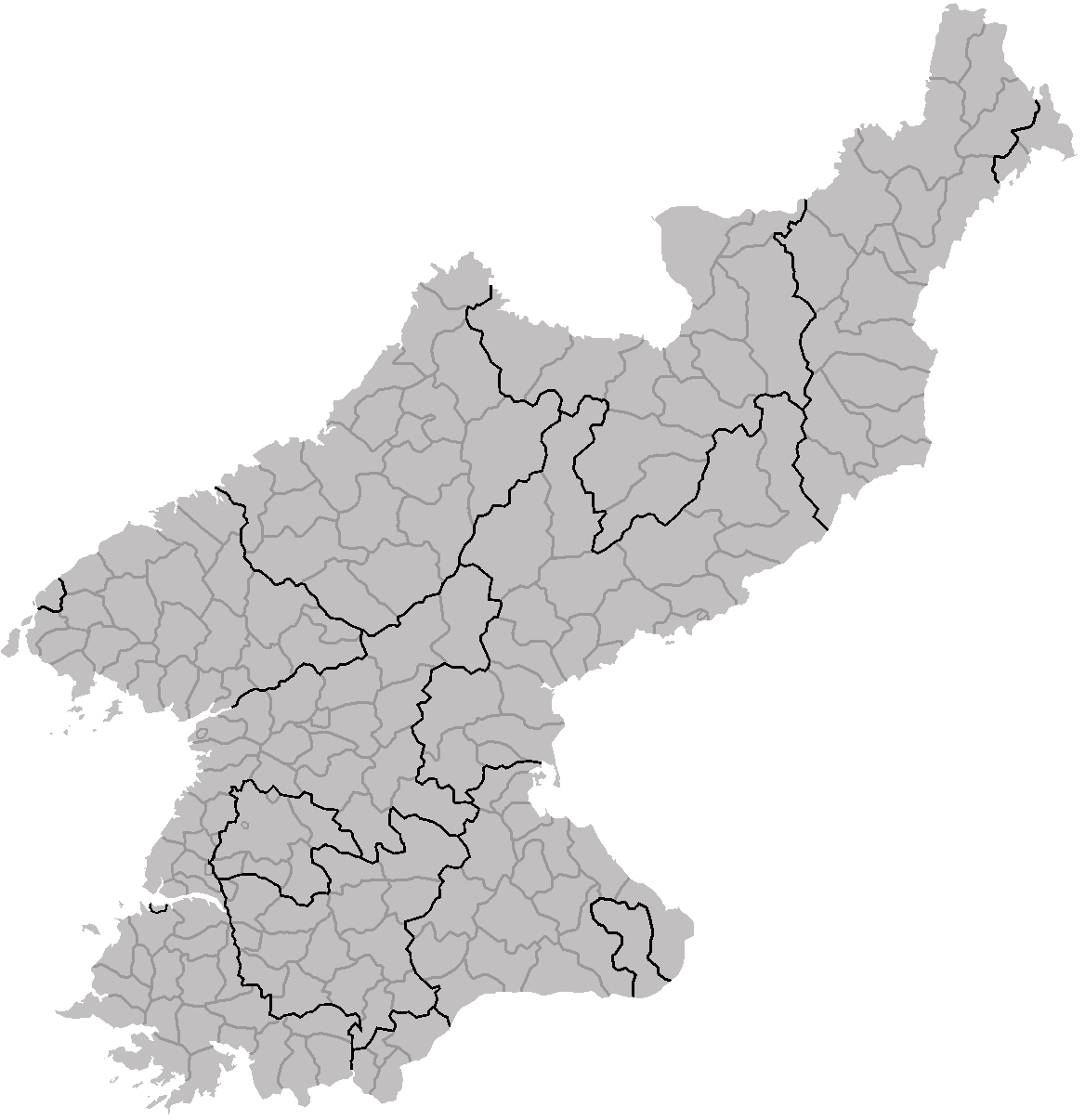

Od 2004 roku w Korei Północnej istnieją dwa miasta administrowane przez rząd (kor. Chikhalsi; 직할시; hancha: 直轄市), trzy regiony specjalne i dziewięć prowincji (kor. Do; 도; hancha: 道).  
Te 14 obszarów dzieli się na miasto specjalne (kor. 특별시; T'ŭkkŭpsi; 特別市), miasta (kor. 시; Si; 市), powiaty (kor. 군; Kun; 郡), dzielnice (kor. 구역; Kuyŏk; 區域, odpowiednik południowokoreańskiego 구; Gu; 區), oraz dystrykty (kor. 구; Ku; 區 i kor. 지구; Chigu; 地區). One z kolei podzielone są na sąsiedztwa (kor. 동; Tong; 洞), wsie (kor. 리; Ri; 里), oraz dystrykty robotnicze (kor. 로동자구; Rodongjagu; 勞動者區). (Nazwy polskie nie są oficjalnym tłumaczeniem, tylko służą wyłącznie przybliżeniu znaczenia koreańskiego odpowiednika.)

## Miasta administrowane przez rząd
- Miasto administrowane przez rząd Pjongjang (kor. P’yŏngyang Chikhalsi; 평양직할시; 平壤直轄市) – Miasto jest sklasyfikowane jako administrowane przez rząd (Chikhalsi), a nie jest miastem specjalnym jak Seul w Republice Korei.
- Miasto administrowane przez rząd Rasŏn (Rajin-Sŏnbong) (kor. Rasŏn (Rajin-Sŏnbong) Chikhalsi; 라선(라진-선봉)직할시; 羅先(羅津-先鋒)直轄市)

## Regiony Specjalne
- Obszar Przemysłowy Kaesŏng (Kaesŏng Kongŏp Chigu; 개성공업지구; 開城工業地區)
- Region Turystyczny Kŭmgangsan (Kŭmgangsan Kwan'gwang Chigu; 금강산관광지구; 金剛山觀光地區)
- Specjalny Region Administracyjny Sinŭiju (Sinŭiju T'ŭkbyŏl Haengjeonggu; 신의주특별행정구; 新義州特別行政區)

## Prowincje
- Chagang (Chagang-do; 자강도; 慈江道)
- Hamgyŏng Północny (Hamgyŏng-pukto; 함경북도; 咸鏡北道)
- Hamgyŏng Południowy (Hamgyŏng-namdo; 함경남도; 咸鏡南道)
- Hwanghae Północne (Hwanghae-pukto; 황해북도; 黃海北道)
- Hwanghae Południowe (Hwanghae-namdo; 황해남도; 黃海南道)
- Kangwŏn (Kangwŏndo; 강원도; 江原道)
- P’yŏngan Północny (P’yŏngan-pukto; 평안북도; 平安北道)
- P’yŏngan Południowy (P’yŏngan-namdo; 평안남도; 平安南道)
- Ryanggang (Ryanggang-do; 량강도; 兩江道 - zapisywane także jako „Yanggang”)

## Dawne miasta administrowane przez rząd
- Miasto Ch’ŏngjin (청진시; 淸津市) – obecnie część prowincji Hamgyŏng Północny.
- Miasto Hamhŭng (함흥시; 咸興市) – obecnie część prowincji Hamgyŏng Południowy.
- Miasto Kaesŏng (개성시; 開城市) – (oddzielone od Obszaru Przemysłowego Kaesŏng), obecnie część prowincji Hwanghae Północne.
- Miasto specjalne Nampo (Namp'o T'ŭkkŭpsi; 남포특급시; 南浦特級市) – obecnie część prowincji P’yŏngan Południowy.